# ヤハズカズラ属
ヤハズカズラ属（学名：Thunbergia）は、キツネノマゴ科の属である。
アジアの熱帯・亜熱帯地方とマダガスカルおよびアフリカの中南部に、100種以上が自生している。
一年草、多年草または低木で、直立性のものと蔓性のものがある。葉は対生し、楕円形・披針形・ハート型などをしている。花はラッパ型の合弁花で、葉腋または茎頂に単生するものが多いが、総状花序をなすものもある。花色は黄色・オレンジ色・白・空色などで、芯の部分に黒い目があるものが多い。
ヤハズカズラ（ツンベルギア） Thunbergia alata は、家庭用の草花として栽培されており、また、大きな花の咲くベンガルヤハズカズラ T. grandiflora は、観光植物園の温室で見かけることがある。
属名は、日本にもゆかりのあるスウェーデンの植物学者カール・ツンベルクにちなんだものである。

## 画像
- ヤハズカズラ
- ムラサキヤハズカズラ
- ベンガルヤハズカズラ
- マイソルヤハズカズラ